# 17358 Лозино-Лозинський
17358 Лозино-Лозинський (17358 Lozino-Lozinskij) — астероїд головного поясу, відкритий 27 вересня 1978 року.
Тіссеранів параметр щодо Юпітера — 3,525.